# Плодородненский сельский совет (Михайловский район)
Плодородненский сельский совет (укр. Плодородненська сільська рада) — входит в состав
Михайловского района
Запорожской области
Украины.
Административный центр сельского совета находится в
с. Плодородное.

## История
- 1924 — дата образования.

## Населённые пункты совета
- с. Плодородное
- с. Братское
- с. Зразковое
- с. Показное
- с. Радостное